# Anthon Günther Pott
Anthon Günther Pott, ab 1695 Anthon Günther von Pottendorf, (* 4. August 1646 in Rastede; † 18. Mai 1711 in Bad Zwischenahn) war ein königlich dänischer Brigadier, Chef des Oldenburgischen Infanterie-Regiments und Oberkommandant der Grafschaften Oldenburg und Delmenhorst. Er wurde 1695 unter dem Namen von Pottendorf geadelt.

## Leben
Seine Eltern waren der Vogt, Amtmann und Proviantverwalter in Rastede Matthias Pott (1612–1666) und dessen Ehefrau Margarethe Maria Schlaff (1623–1677) aus Oldenburg.
Pott wurde im Oktober 1676 Oberstleutnant im Oldenburger Infanterie-Regiment. Als das Regiment aufgelöst wurde, ging auch Pott zunächst. Aber bereits im Januar 1677 wurde er vom dänischen Kriegssekretär Hermann Meyer nach Kopenhagen gerufen. Dort erhielt er im Februar 1677 die Berufung zum Generaladjutanten zu Fuß sowie Futter für zwölf Pferde. Er kam im April 1677 als Oberstleutnant nach Oldenburg, war aber nicht Teil seines dort stationierten ehemaligen Oldenburgischen Regiments, das zu dieser Zeit von Detlev Lütken kommandiert wurde. Am 25. Juni 1677 wurde er Oberst und am 31. Juli 1677 wurde er Chef des Regiments Prinz Georg mit dem er sich in Landskrona befand. Am 15. August 1677 ist er Teil einer Kommission mit Generalmajor Joachim Schack und dem Generalauditor Hermann Meyer, um in Ekebro bei Åstorp über einen Gefangenenaustausch zu verhandeln. Am 30. August 1677 erhielt er Urlaub, um in Oldenburg nach dem Rechten zu sehen. Aber am 2. Oktober 1677 war er wieder mit vier Kompanien seines Regiments in Landskrona, vier weitere lagen zu der Zeit in Helsingör und sechs in Friedrichsort. Am 3. August 1678 wurde er als Nachfolger Lütkens Chef des Oldenburgischen Infanterie-Regiments, Schack erhielt dafür sein Regiment Prinz Georg. Pott wurde 1678 auch Kommandant Oldenburgs. Im Februar war er mit seinem Regiment in Oldenburg und Delmenhorst stationiert, zudem sollte ein neues Bataillon errichtet werden. Am 1. Februar 1690 wurde er zum Brigadier befördert. Vom 17. Mai 1690 bis zum 23. September 1699 war er Oberkommandant von Oldenburg und Delmenhorst. Im Jahr 1699 verließ er die Armee, um sich auf seinem Landsitz zurückzuziehen. Nach seinem Tod 1711 wurde er in der St.-Johannes-Kirche in Bad Zwischenahn beigesetzt.
Er wurde am 13. März 1695 unter dem Namen von Pottendorf geadelt. Er war Erbherr von Seediek und erwarb 1679 das Gut Eyhausen bei Bad Zwischenahn und einige umliegende kleinere Güter.

### Familie
Pott war mehrfach verheiratet. Seine erste Frau war Christina Margaretha Bocksen († 1686). Aus dieser Ehe stammt der einzige Sohn Matthias Anton von Pottendorf (* 23. April 1672; ⚔ 23. September 1711 bei Wismar), dänischer Oberstleutnant ⚭ Anna Elisabeth von Ringelmann.
Danach heiratete er Anna Maria Pott (* 12. Mai 1663; † 1721). Diese war die Witwe des schaumburg-lippischen Rates Philipp von dem Bussche (* 15. Februar 1666; † 15. März 1695) und Tochter des brandenburger Rates Franz Adolf Pott (* 21. März 1631; † 30. Juni 1700) und dessen Ehefrau Anna Katharina Rhode (1656–1706).
Nach Potts Tod fiel das Gut an die Witwe sowie an ihre Geschwister Hermann Adolf von Pottendorf († 1726), königlich preußischer Konsistorialrat in Bielefeld und Margarete Lucie Pott († 1724), verheiratet mit Philipp Pestel. Die Tochter Maria Katharina Pestel heiratete den Regierungsrat Simon Justus Vogt und dessen Tochter, Henriette Marie Charlotte Vogt (* 22. Februar 1723; † 28. November 1776) wiederum, 1741 den späteren Konferenzrat und Kanzleidirektor Jacob Friedrich von Vahrendorf (1706–1780). So kam das Gut später in den Besitz der Familie Vahrendorf.